# Vendée Les Herbiers Football
Les Herbiers Vendée Football es un equipo de fútbol de Francia de Les Herbiers, Vendée, que milita en el Championnat National 2, la cuarta liga de fútbol más importante del país.
Juega de local en el Stade Massabielle, con capacidad para 5000 espectadores.

## Historia
Fue fundado en el año 1919 en la ciudad de Les Herbiers, en el departamento de Vendée con el nombre The Lark Sports, aunque oficialmente su sección de fútbol nació en 1920. En 1923 cambiaron su nombre por el de The Herbaria Sports.
El 7 de marzo de 1947 se fusionaron con el The Roosters of the Grove (fundado en 1941), aunque la FFF aprobó la fusión el 1 de julio. Dos años más tarde cambiarían su nombre por el de ES Herberetaise.
El club fue invitado en 1975 a la nueva cuarta división francesa, pero hasta 1978 siguieron participando en las ligas regionales. Al año siguiente descendieron de la cuarta división a la regional nuevamente.
Llegaron a caer hasta la séptima división antes de regresar a la estructura del fútbol nacional en 2007, y luego ascendieron a la tercera división en 2015. Les Herbiers evitó el descenso en sus primeras dos temporadas en la tercera división.
En el año 2002 cambiaron su nombre por el de The Herbiers Football, y en el año 2006 lo cambiaron por el que tienen actualmente.
Su mayor logro es haber alcanzado la final de la Copa de Francia en la edición 2017-2018, en la cual fueron derrotados por el Paris Saint Germain por dos tantos contra cero en el Stade de France.
Tres días después de jugar la final de copa descienden nuevamente a cuarta división en la última jornada de una liga muy igualada ya que pese a haber descendido se quedaron tan sólo a 6 puntos del cuarto puesto, curiosamente a la misma categoría del PSG II.

## Palmarés
- CFA Grupo D (1): 2015

- DH Atlantique (1): 1999

- Subcampeón de la Copa de Francia (1): 2017-18